# 五島盛運
五島 盛運（ごとう もりゆき）は、肥前国福江藩8代藩主。五島氏28代当主。

## 生涯
宝暦3年（1753年）10月23日、第7代藩主・五島盛道の次男として福江で生まれる（異説として五男、あるいは寛延3年（1750年）生まれとも言われる）。長兄の盛義は病弱だったため、宝暦10年（1760年）3月に世子に指名された。明和6年（1769年）12月20日、父の隠居により家督を継ぎ、12月28日に従五位下・大和守に叙位・任官する。
しかし家督を継いだ年には大虫害で7588石の被害を受けた。このため、安永2年（1772年）に農村復興策として大村藩からの移住を奨励・公認する政策をとった。大村藩では多数のキリシタンが弾圧されていたため、その彼らが五島藩に逃れて移住し、「居者百姓」と称された。しかし盛運の予想以上に隠れキリシタンが移住したため、幕府から追及されることを恐れて弾圧にも乗り出した。とはいえ、この移住政策で農村が復興したのも事実で、藩財政も一時的ながら好転したため、盛運も弾圧の手をゆるめてキリシタンの移住も黙認することにした。このため盛運は、キリシタンからは「福の神」とまで称されることとなる。
しかし、寛政期に入ると藩財政が再び悪化したため、山田茂右衛門を蔵元寄合席に登用して藩政改革を進めたが、その矢先の寛政9年（1797年）8月に福江藩史上初となる百姓一揆が起こり、藩ではこの教訓として義倉を設置し、領民の救済を優先することとなった。
文化期に入ると、外国船の接近、特にフェートン号事件などが問題となり、海防強化を推し進めたが、文化6年（1809年）4月に病に倒れ、5月9日に死去した。享年57。跡は次男・盛繁が継いだ。

## 系譜
父母
- 五島盛道（父）
- 品 ー 八尾氏、側室（母）

正室、継室
- 加奈子 ー 戸田氏之の娘（正室）
- 三保子 ー 土井利里の養女、土井利剛の娘（継室）

側室
- 里世 ー 西村氏
- 左門
- 千世
- 戸田氏
- 巻女

子女
- 五島盛繁（次男）生母は里世（側室）
- 青方運善（三男）
- 五島運広（四男）
- 五島運綱（六男）
- 静子 ー 京極高行正室
- 戸田氏宥正室

養女
- 伊東長寛室 ー 五島盛義の娘